# Södermanland
Södermanland (meestal uitgesproken en vaak geschreven als Sörmland) is een zogenoemd landschap in het Midden-Zweedse landsdeel Svealand. Het ligt aan de zuidoever van het Mälarmeer. De zuidelijke helft van Stockholm ligt in Södermanland, de noordelijke helft in Uppland. Andere belangrijke steden zijn Eskilstuna, Katrineholm, Mariefred, Nyköping, Södertälje en Strängnäs.